# أمازون ووتش
تأسست منظمة «أمازون ووتش» عام 1996 في سان فرانسيسكو كاليفورنيا، وهي منظمة غير ربحية.
تعمل المنظمة على حماية الغابات المطيرة، وتعزيز حقوق شعوب حوض نهر الأمازون الأصليين. تعمل هذه المنظمة بالشراكة مع منظمات السكان الأصليين والمنظمات البيئية في كل من بيرو والإكوادور وكولومبيا والبرازيل في حملات خاصة بحقوق الإنسان والحفاظ على النظم البيئية في منطقة الأمازون.

## الحملات
في الإكوادور، تعمل المنظمة على دعم الدعاوى القضائية لوقف أعمال شركة البترول الأمريكية شيفرون، ومساءلتها حول إلقائها (68,000,000 متر مكعب) من مياه النفايات السامة في منطقة غابات الأمازون المطيرة في الإكوادور، والتي يسكنها نحو 30000 نسمة. وهي إحدى أكبر حالات التلوث النفطي التي حدثت في العالم، إذ تتجاوز حادثة تسرب إيكسون فالديز النفطي. جادلت شيفرون حول هذه المزاعم، مدعية تزوير الأدلة وتحايل الشهود الخبراء.
في بيرو، ادعت المنظمة ضد شركة البترول الأمريكية أوكسيدنتال بتروليوم، للأضرار التي تسببت بها في الغابات المطيرة. وهي تدعم حالياً السكان الأصليين أشوار في مقاومة عمليات التنقيب عن النفط في أراضيهم التي تقوم بها شركة البترول الكندية تاليسمان وشركة بترول أرجنتينية أخرى. كما تدعم أمازون ووتش مدرسة تعمل على تدريب قادة من السكان الأصليين على كيفية الدفاع عن حقوقهم ضد شركات النفط والتعدين.
في كولومبيا، قادت أمازون ووتش حملة مع «شعب أووا» في نضالهم مع إنشاء بئر نفط على أراضيهم. وشعب أووا هم مجتمع أصلي مسالم يصل عددهم 5000 شخص، يعيشون في الغابات النائية في المنطقة الشمالية الشرقية من كولومبيا المجاورة للحدود مع فنزويلا. هذا الكفاح الدولي الذي تجاوز العشرة أعوام نجح في إجبار شركة أوكسيدنتال بتروليوم على التخلي عن أعمالها في تلك الأراضي عام 2002. ومع ذلك، أسلوب عيش هذا الشعب مهدد بالخطر جرّاء الخطط التي وضعتها الحكومة الكولومبية للمضي قدماً في مشروع "Siriri" النفطي على أراضي أووا. لا تزال مشاريع البترول تغذي العنف السياسي في كولومبيا، وعززت من الحروب الأهلية الدائرة في البلاد.
في البرازيل، تراقب منظمة أمازون ووتش مشروع مجمع نهر ماديرا، وهو مبادرة لتكامل البنية التحتية الإقليمية في أمريكا الجنوبية، إذ يهدد مناطق الأمازون النائية جراء مشاريع الطاقة الكهرومائية ومشاريع الممرات المائية الصناعية المستخدمة لنقل الموارد الطبيعية.
أصدرت منظمة أمازون ووتش تقارير تفيد بأن معدل إزالة الغابات الحالي يهدد بدفع منطقة الأمازون إلى نقطة لا يمكن الرجوع منها. وأفادت بأنه في الثلاثين سنة الماضية جرى اقتلاع 20% من أشجار غابات الأمازون، وأن ما نسبته 20% لا تزال مهددة وفي وضع متدهور نتيجة عمليات «تطهير الأراضي» لاستغلالها في الزراعة والمشاريع الصناعية كخطوط أنابيب النفط والغاز والسدود والطرق.